# Conclave
Conclave là một bộ phim giật gân chính trị năm 2024 do Edward Berger đạo diễn và Peter Straughan viết kịch bản, dựa trên tiểu thuyết cùng tên năm 2016 của Robert Harris, có sự tham gia của Ralph Fiennes, Stanley Tucci, John Lithgow, Sergio Castellitto và Isabella Rossellini. Cốt truyện xoay quanh một cuộc mật nghị Hồng y để bầu giáo hoàng mới và cuộc điều tra của Hồng y Thomas Lawrence về những bí mật của các ứng viên.
Sau khi ra mắt tại Liên hoan phim Telluride lần thứ 51 vào ngày 30 tháng 8 năm 2024, Conclave được Focus Features phát hành tại Hoa Kỳ vào ngày 25 tháng 10 và được Black Bear UK phát hành tại Anh vào ngày 29 tháng 11 năm 2024. Bộ phim được giới phê bình đánh giá cao về diễn xuất, đạo diễn, kịch bản và quay phim. Bộ phim thu về 116,4 triệu đô la Mỹ với kinh phí sản xuất 20 triệu đô la Mỹ.
Ủy ban Quốc gia về phê bình điện ảnh và Viện phim Mỹ bình chọn Conclave là một trong mười bộ phim hay nhất năm 2024. Bộ phim giành được nhiều giải thưởng, bao gồm bốn giải thưởng tại Giải thưởng Điện ảnh Viện Hàn lâm Vương quốc Liên hiệp Anh lần thứ 78, có Giải BAFTA cho phim hay nhất, Giải Quả cầu vàng cho kịch bản hay nhất và Giải SAG cho dàn diễn viên điện ảnh xuất xuất sắc nhất. Tại Giải Oscar lần thứ 97, bộ phim nhận được tám đề cử, bao gồm phim hay nhất và đoạt Giải Oscar cho kịch bản chuyển thể xuất sắc nhất.

## Cốt truyện
Sau khi giáo hoàng lên cơn đau tim qua đời, Niên trưởng Hồng y Đoàn Thomas Lawrence triệu tập Hồng y Đoàn để tổ chức mật nghị Hồng y bầu giáo hoàng mới. Bốn ứng viên hàng đầu là Hồng y Aldo Bellini người Hoa Kỳ, theo khuynh hướng cấp tiến; Hồng y Joshua Adeyemi người Nigeria, bảo thủ về mặt xã hội; Hồng y Joseph Tremblay người Canada, theo khuynh hướng trung dung; và Hồng y Goffredo Tedesco của Ý, thuộc phe truyền thống.
Tổng quản Phủ Giáo hoàng, Tổng giám mục Janusz Woźniak nói với Lawrence rằng cố giáo hoàng đã yêu cầu Tremblay từ chức hồng y, nhưng Tremblay phủ nhận điều này. Bellini nói với những người ủng hộ rằng mục tiêu của ông là ngăn Tedesco được bầu làm giáo hoàng. Tổng Giám mục Vincent Benitez của Kabul bất ngờ đến tham dự mật nghị Hồng y vào phút chót, tiết lộ rằng cố giáo hoàng đã bí mật vinh thăng ông làm hồng y vào năm trước.
Lawrence khai mạc mật nghị Hồng y bằng một bài giảng khuyến khích các hồng y chấp nhận sự bất định, khiến một số hồng y tin rằng ông muốn làm giáo hoàng. Trong vòng bỏ phiếu đầu tiên, Adeyemi dẫn trước Tedesco trong khi phe tiến bộ chia phiếu bầu cho Bellini và Lawrence, nhưng không ai đạt đủ hai phần ba số phiếu. Đức ông Raymond O'Malley, trợ lý của Lawrence, phát hiện cố giáo hoàng đã trả tiền cho Benitez đến Genève khám bệnh, nhưng cuộc hẹn bị hủy bỏ.
Trong giờ nghỉ trưa ngày thứ hai, các hồng y chứng kiến cuộc khẩu chiến giữa Adeyemi và Sơ Shanumi, một nữ tu từ Nigeria mới đến Roma. Shanumi xưng tội với Lawrence rằng cô có mối quan hệ bất chính với Adeyemi và đã sinh con của ông. Adeyemi xác nhận câu chuyện với Lawrence và Lawrence cam kết giữ bí mật. Tuy nhiên, các hồng y bắt đầu xì xào bàn tán về Adeyemi, khiến Adeyemi mất phần lớn phiếu bầu. Bellini miễn cưỡng quyết định ủng hộ Tremblay.
Làm việc với Sơ Agnes, người phục vụ bữa ăn và quản gia của các hồng y, Lawrence phát hiện Shanumi đến Roma là do sự sắp đặt của Tremblay. Tremblay phản bác rằng ông làm theo yêu cầu của cố giáo hoàng chứ không phải để hạ bệ Adeyemi. Lawrence đột nhập vào căn hộ bị niêm phong của cố giáo hoàng và tìm thấy tài liệu cho thấy Tremblay đưa hối lộ cho các hồng y để lấy phiếu bầu. Bellini van xin Lawrence không tố cáo Tremblay, khiến giữa họ nảy sinh mâu thuẫn.
Ngày thứ ba, Lawrence tiết lộ tài liệu cho các hồng y, làm hòa với Bellini và đồng ý chống Tedesco. Trong vòng bỏ phiếu, ông tự bỏ phiếu cho bản thân, nhưng Nhà nguyện Sistina bị một kẻ tấn công tự sát đánh bom, buộc các hồng y phải lánh nạn. Tedesco kêu gọi phát động chiến tranh tôn giáo chống Hồi giáo, nhưng Benitez phản đối việc đáp trả bạo lực bằng bạo lực, chỉ trích các hồng y vụ lợi chính trị thay vì phụng sự sứ mệnh của Giáo hội. Trong vòng bỏ phiếu thứ bảy, Benitez được bầu làm giáo hoàng với số phiếu áp đảo và chọn tông hiệu "Innôcentê".
Lawrence ban đầu rất hào hứng cho đến khi O'Malley nói với ông rằng cuộc hẹn khám bệnh của Benitez là cuộc hẹn khám phụ khoa. Benitez tiết lộ rằng ông phát hiện bản thân có tử cung và buồng trứng sau khi phẫu thuật cắt ruột thừa và đã đặt lịch hẹn cắt bỏ tử cung, nhưng quyết định giữ vì tin rằng đó là ý của Chúa. Lawrence lắng nghe đám đông reo hò mừng Benitez trúng cử giáo hoàng trước khi về phòng, mở cửa sổ và quan sát ba nữ tu trẻ đang trò chuyện ở dưới sân.

## Diễn viên
- Ralph Fiennes trong vai Hồng y Thomas Lawrence, một hồng y người Anh theo khuynh hướng cấp tiến và là niên trưởng Hồng y Đoàn
- Stanley Tucci trong vai Hồng y Aldo Bellini, một hồng y người Mỹ theo khuynh hướng cấp tiến, lấy cảm hứng từ Hồng y Carlo Maria Martini trong mật nghị Hồng y 2005.[6]
- John Lithgow trong vai Hồng y Joseph Tremblay, một hồng y người Canada theo khuynh hướng trung dung
- Lucian Msamati trong vai Hồng y Joshua Adeyemi, một hồng y người Nigeria theo khuynh hướng bảo thủ
- Brían F. O'Byrne trong vai Đức ông Raymond O'Malley, trợ lý của Lawrence
- Carlos Diehz trong vai Hồng y Vincent Benitez, một tổng giám mục người México ít được biết đến làm việc tại Afghanistan
- Merab Ninidze trong vai Hồng Y Sabbadin
- Thomas Loibl [de] trong vai Tổng giám mục Mandorff
- Sergio Castellitto trong vai Hồng y Goffredo Tedesco, một hồng y người Ý theo Công giáo truyền thống
- Isabella Rossellini trong vai Sơ Agnes, người chủ quản bữa ăn và quản gia của các hồng y
- Jacek Koman trong vai Tổng giám mục Janusz Woźniak, tổng quản Phủ Giáo hoàng và người thân tín của cố giáo hoàng
- Loris Loddi [it; de] trong vai Hồng y Villanueva
- Roberto Citran trong vai Hồng y Lombardi
- Balkissa Maiga trong vai Sơ Shanumi

## Sản xuất
Tháng 5 năm 2022, tạp chí Deadline Hollywood đưa tin rằng Ralph Fiennes, John Lithgow, Stanley Tucci và Isabella Rossellini sẽ tham gia Conclave do Edward Berger đạo diễn. Những diễn viên khác được công bố vào tháng 1 năm 2023, khi quay phim chính bắt đầu ở Roma. Một số cảnh được quay tại phim trường Cinecittà. Công việc quay phim chính kết thúc vào tháng 3 năm 2023.
Các nhà thiết kế sản xuất cẩn thận tái hiện Nhà nguyện Sistina, nhưng thiết kế không gian Nhà Thánh Mátta giống nhà tù hơn để tăng sự kịch tính. Các nhà thiết kế trang phục đến thăm Gammarelli, Tirelli Costumi và một số bảo tàng ở Roma trong quá trình nghiên cứu. Đối với phẩm phục hồng y, nhà thiết kế trang phục Lisy Christl chọn màu đỏ của phẩm phục hồng y vào thế kỷ 17, thay vì màu đỏ tươi của phẩm phục hiện đại.
Khi viết kịch bản, Peter Straughan tham khảo ý kiến của một hồng y về công tác chuẩn bị một mật nghị Hồng y và có một chuyến tham quan riêng đến Thành Vatican.

### Nhạc nền phim
Nhà soạn nhạc người Đức Volker Bertelmann sáng tác nhạc nền phim của Conclave, là sản phẩm hợp tác thứ năm của ông với Berger. Bertelmann không muốn nhạc phim "quá tôn giáo [hoặc] cổ điển" và thử nghiệm với các nhạc cụ ít được biết đến. Phần lớn nhạc nền phim dùng Cristal Baschet, một loại nhạc cụ bằng tinh thể chơi bằng tay ướt. Bertelmann có cách tiếp cận tương tự khi sáng tác nhạc nền phim cho Phía Tây không có gì lạ của Berger bằng đàn harmonium.
Do nhiều cảnh trong phim có nhiều nhân vật, Bertelmann sáng tác nhạc chủ đề cho các tình huống cụ thể thay vì cho từng nhân vật. Ngoài ra, ông yêu cầu những nhạc sĩ chơi đàn dây sử dụng kỹ thuật kéo vĩ nẩy bật. Để thể hiện các phe phái trong Hồng y đoàn, Bertelmann đôi khi dùng các nhịp điệu phức hợp, ví dụ như kết hợp liên ba và móc kép.

## Phát hành
Black Bear Pictures mua bản quyền phát hành bộ phim tại Anh từ FilmNation Entertainment vào tháng 8 năm 2022 và con ty con Elevation Pictures cũng là nhà phát hành bộ phim tại Canada. Steven Rales là một trong những giám đốc sản xuất và đồng tài trợ bộ phim thông qua Indian Paintbrush, đơn vị chế tác của ông.
Tháng 11 năm 2023, Focus Features mua lại bản quyền phát hành bộ phim tại Hoa Kỳ. Conclave được công bố tại Liên hoan phim quốc tế Toronto 2024 vào ngày 8 tháng 9 năm 2024 và được công chiếu lần đầu tại Liên hoan phim Telluride. Giám đốc Liên hoan phim Venezia Alberto Barbera giải thích bộ phim không được trình chiếu tại Liên hoan phim Venezia là vì xung đột lịch trình với Liên hoan phim Telluride.
Bộ phim được phát hành tại Hoa Kỳ vào ngày 25 tháng 10 năm 2024 và tại Anh vào ngày 29 tháng 11 năm 2024. 

## Đón nhận

### Doanh thu phòng vé
Tính đến  ngày 18 tháng 4 năm 2025, Conclave thu về 32,6 triệu đô la Mỹ tại Hoa Kỳ và Canada và 83,8 triệu đô la Mỹ tại những thị trường khác, tổng doanh thu toàn cầu là 116,4 triệu đô la Mỹ.

### Đánh giá chuyên môn
Trên trang web tổng hợp đánh giá Rotten Tomatoes, 93% trong số 318 bài phê bình được xác định là tích cực, với điểm trung bình là 8.1/10.  Nhìn chung các nhà bình luận đều đồng thuận ở nội dung: "Mang đến sự hấp dẫn của giáo hoàng với cách thực hiện hoàn hảo và diễn xuất nổi bật trong sự nghiệp của Ralph Fiennes, Conclave là một món quà trời cho đối tượng khán giả khao khát sự giải trí thông minh." Trang Metacritic sử dụng công thức bình quân gia quyền, đã chấm bộ phim số điểm 79/100 dựa trên 54 nhà phê bình, cho thấy "nhìn chung là thuận lợi". Hãng nghiên cứu tiếp thị CinemaScore chấm bộ phim điểm trung bình "B+" trên thang điểm từ A+ đến F. PostTrak chấm bộ phim số điểm 84% với 62% khán giả cho biết sẽ giới thiệu bộ phim.

### Phản ứng tôn giáo tại Hoa Kỳ
Conclave nhận được phản ứng trái chiều trong cộng đồng Công giáo tại Hoa Kỳ. Tờ báo National Catholic Reporter khen ngợi Conclave là "một lời hiệu triệu thuyết phục cho một sự đổi mới trong quản trị Giáo hội bằng sự khiêm nhường, nhu mì và nghi ngờ". Tạp chí phúc âm chủ nghĩa Christianity Today khen bộ phim là "tuyệt đẹp", "hấp dẫn" và nhận xét rằng "mặc dù thúc đẩy lập trường tiến bộ một cách tinh tế, nhưng bộ phim để lộ những khuyết điểm của mọi khuynh hướng tư tưởng một cách công bằng". Tạp chí Catholic Herald phê bình bộ phim "thiếu sáng tạo trong việc khai thác chủ đề [chính trị Giáo hội]" và chỉ trích sự lối mòn của những chủ đề của bộ phim như điều kiện bỏ phiếu tại mật nghị Hồng y và vấn đề liên giới tính, nhưng đánh giá cao diễn xuất của Sergio Castellitto và Rossellini.
Tạp chí Angelus của Tổng giáo phận Los Angeles khen diễn xuất của một số diễn viên nhưng chỉ trích tổng thể bộ phim: "Vấn đề không phải là bộ phim đầy định kiến chống lại Giáo hội Công giáo. Vấn đề là nó thực sự tệ. ... Vào thời điểm quan trọng, [Benitez] có một bài phát biểu sáo rỗng đến mức có thể tin rằng ChatGPT là tác giả." Giám mục Winona–Rochester Robert Barron chỉ trích bộ phim là mồi nhử cho giải Oscar và gọi nó là "một bộ phim về Giáo hội Công giáo mà ban biên tập mục xã luận The New York Times có thể viết".

### Mật nghị Hồng y 2025
Sau khi Giáo hoàng Phanxicô qua đời vào ngày 21 tháng 4 năm 2025, lượng người xem bộ phim tại nhà tăng đột biến 283% trên các nền tảng phát trực tuyến vì dự kiến sẽ có một mật nghị Hồng y diễn ra vào tháng 5 năm 2025.

## Đề cử và giải thưởng
| Năm  | Giải thưởng                                                | Hạng mục                                                                        | Đề cử                                                                                                 | Kết quả       | Nguồn  |
| ---- | ---------------------------------------------------------- | ------------------------------------------------------------------------------- | --- | ------------- | ------ |
| 2024 | Liên hoan phim Mill Valley                                 | Giải bình chọn khán giả                                                         | Conclave                                                                                              | Đoạt giải     | [ 33 ] |
| 2024 | Hiệp hội Phê bình phim Chicago                             | Nam diễn viên chính xuất sắc nhất                                               | Ralph Fiennes                                                                                         | Đề cử         | [ 34 ] |
| 2024 | Hiệp hội Phê bình phim Chicago                             | Kịch bản chuyển thể xuất sắc nhất                                               | Peter Straughan                                                                                       | Đề cử         | [ 34 ] |
| 2024 | Hiệp hội Phê bình phim Dallas–Fort Worth                   | Phim xuất sắc nhất                                                              | Conclave                                                                                              | Giải Ba       | [ 35 ] |
| 2024 | Hiệp hội Phê bình phim Dallas–Fort Worth                   | Nam diễn viên chính xuất sắc nhất                                               | Ralph Fiennes                                                                                         | Đoạt giải     | [ 35 ] |
| 2024 | Hiệp hội Phê bình phim Florida                             | Phim xuất sắc nhất                                                              | Conclave                                                                                              | Đề cử         | [ 36 ] |
| 2024 | Hiệp hội Phê bình phim Florida                             | Nam diễn viên chính xuất sắc nhất                                               | Ralph Fiennes                                                                                         | Đề cử         | [ 36 ] |
| 2024 | Hiệp hội Phê bình phim Florida                             | Nữ diễn viên phụ xuất sắc nhất                                                  | Isabella Rossellini                                                                                   | Đề cử         | [ 36 ] |
| 2024 | Hiệp hội Phê bình phim Florida                             | Kịch bản chuyển thể xuất sắc nhất                                               | Peter Straughan                                                                                       | Đề cử         | [ 36 ] |
| 2024 | Hiệp hội Phê bình phim Florida                             | Quay phim xuất sắc nhất                                                         | Stéphane Fontaine                                                                                     | Đề cử         | [ 36 ] |
| 2024 | Hiệp hội Phê bình phim Florida                             | Nhạc phim xuất sắc nhất                                                         | Volker Bertelmann                                                                                     | Đề cử         | [ 36 ] |
| 2024 | Hiệp hội Phê bình phim Florida                             | Dàn diễn viên xuất sắc nhất                                                     | Conclave                                                                                              | Đoạt giải     | [ 36 ] |
| 2024 | Hiệp hội Phê bình phim Florida                             | Best Art Direction / Production Design                                          | Conclave                                                                                              | Đề cử         | [ 36 ] |
| 2024 | Ủy ban Quốc gia về phê bình điện ảnh                       | Mười bộ phim hàng đầu                                                           | Conclave                                                                                              | Đoạt giải     | [ 37 ] |
| 2024 | Ủy ban Quốc gia về phê bình điện ảnh                       | Dàn diễn viên xuất sắc nhất                                                     | Conclave                                                                                              | Đoạt giải     | [ 37 ] |
| 2024 | Hiệp hội Phê bình phim New York                            | Phim xuất sắc nhất                                                              | Conclave                                                                                              | Đề cử         | [ 38 ] |
| 2024 | Hiệp hội Phê bình phim New York                            | Đạo diễn xuất sắc nhất                                                          | Edward Berger                                                                                         | Đề cử         | [ 38 ] |
| 2024 | Hiệp hội Phê bình phim New York                            | Nam diễn viên chính xuất sắc nhất                                               | Ralph Fiennes                                                                                         | Á quân        | [ 38 ] |
| 2024 | Hiệp hội Phê bình phim New York                            | Kịch bản xuất sắc nhất                                                          | Peter Straughan                                                                                       | Đề cử         | [ 38 ] |
| 2024 | Hiệp hội Phê bình phim New York                            | Quay phim xuất sắc nhất                                                         | Stéphane Fontaine                                                                                     | Á quân        | [ 38 ] |
| 2024 | Hiệp hội Phê bình phim New York                            | Dàn diễn viên xuất sắc nhất                                                     | Conclave                                                                                              | Đoạt giải     | [ 38 ] |
| 2024 | Liên hoan phim quốc tế San Diego                           | Best Gala Film                                                                  | Conclave                                                                                              | Đoạt giải     | [ 39 ] |
| 2024 | Hiệp hội Phê bình phim San Diego                           | Phim xuất sắc nhất                                                              | Conclave                                                                                              | Á quân        | [ 40 ] |
| 2024 | Hiệp hội Phê bình phim San Diego                           | Đạo diễn xuất sắc nhất                                                          | Edward Berger                                                                                         | Đề cử         | [ 40 ] |
| 2024 | Hiệp hội Phê bình phim San Diego                           | Nam diễn viên chính xuất sắc nhất                                               | Ralph Fiennes                                                                                         | Đề cử         | [ 40 ] |
| 2024 | Hiệp hội Phê bình phim San Diego                           | Nam diễn viên phụ xuất sắc nhất                                                 | Stanley Tucci                                                                                         | Đề cử         | [ 40 ] |
| 2024 | Hiệp hội Phê bình phim San Diego                           | Kịch bản chuyển thể xuất sắc nhất                                               | Peter Straughan                                                                                       | Đề cử         | [ 40 ] |
| 2024 | Hiệp hội Phê bình phim San Diego                           | Dàn diễn viên xuất sắc nhất                                                     | Conclave                                                                                              | Á quân        | [ 40 ] |
| 2024 | Hiệp hội Phê bình phim San Diego                           | Quay phim xuất sắc nhất                                                         | Stéphane Fontaine                                                                                     | Á quân        | [ 40 ] |
| 2024 | Hiệp hội Phê bình phim San Diego                           | Thiết kế phục trang xuất sắc nhất                                               | Lisy Christl                                                                                          | Đề cử         | [ 40 ] |
| 2024 | Hiệp hội Phê bình phim San Diego                           | Thiết kế sản xuất xuất sắc nhất                                                 | Suzie Davies                                                                                          | Đề cử         | [ 40 ] |
| 2024 | Hiệp hội Phê bình phim Khu vực Vịnh San Francisco          | Nam diễn viên chính xuất sắc nhất                                               | Ralph Fiennes                                                                                         | Đề cử         | [ 41 ] |
| 2024 | Hiệp hội Phê bình phim Khu vực Vịnh San Francisco          | Nữ diễn viên phụ xuất sắc nhất                                                  | Isabella Rossellini                                                                                   | Đề cử         | [ 41 ] |
| 2024 | Hiệp hội Phê bình phim Khu vực Vịnh San Francisco          | Kịch bản chuyển thể xuất sắc nhất                                               | Peter Straughan                                                                                       | Đề cử         | [ 41 ] |
| 2024 | Hiệp hội Phê bình phim Khu vực Vịnh San Francisco          | Quay phim xuất sắc nhất                                                         | Stéphane Fontaine                                                                                     | Đề cử         | [ 41 ] |
| 2024 | Hiệp hội Phê bình phim Khu vực Vịnh San Francisco          | Dựng phim xuất sắc nhất                                                         | Nick Emerson                                                                                          | Đề cử         | [ 41 ] |
| 2024 | Hiệp hội Phê bình phim Khu vực Vịnh San Francisco          | Nhạc phim xuất sắc nhất                                                         | Volker Bertelmann                                                                                     | Đề cử         | [ 41 ] |
| 2024 | Hiệp hội Phê bình phim Khu vực Vịnh San Francisco          | Thiết kế sản xuất xuất sắc nhất                                                 | Suzie Davies and Roberta Federico                                                                     | Đề cử         | [ 41 ] |
| 2024 | Liên hoan phim quốc tế San Sebastián                       | Golden Shell                                                                    | Conclave                                                                                              | Đề cử         | [ 42 ] |
| 2024 | Hiệp hội Phê bình phim Seattle                             | Phim xuất sắc nhất                                                              | Conclave                                                                                              | Đề cử         | [ 43 ] |
| 2024 | Hiệp hội Phê bình phim Seattle                             | Nam diễn viên chính xuất sắc nhất                                               | Ralph Fiennes                                                                                         | Đề cử         | [ 43 ] |
| 2024 | Hiệp hội Phê bình phim Seattle                             | Nữ diễn viên phụ xuất sắc nhất                                                  | Isabella Rossellini                                                                                   | Đề cử         | [ 43 ] |
| 2024 | Hiệp hội Phê bình phim Seattle                             | Kịch bản xuất sắc nhất                                                          | Peter Straughan                                                                                       | Đề cử         | [ 43 ] |
| 2024 | Hiệp hội Phê bình phim Seattle                             | Dàn diễn viên xuất sắc nhất                                                     | Conclave                                                                                              | Đề cử         | [ 43 ] |
| 2024 | Hiệp hội Phê bình phim Seattle                             | Thiết kế phục trang xuất sắc nhất                                               | Lisy Christl                                                                                          | Đề cử         | [ 43 ] |
| 2024 | Hiệp hội Phê bình phim Seattle                             | Nhạc phim xuất sắc nhất                                                         | Volker Bertelmann                                                                                     | Đề cử         | [ 43 ] |
| 2024 | Hiệp hội Phê bình phim Seattle                             | Thiết kế sản xuất xuất sắc nhất                                                 | Suzie Davies and Cynthia Sleiter                                                                      | Đề cử         | [ 43 ] |
| 2024 | Hiệp hội Phê bình phim St. Louis                           | Phim xuất sắc nhất                                                              | Conclave                                                                                              | Đề cử         | [ 44 ] |
| 2024 | Hiệp hội Phê bình phim St. Louis                           | Đạo diễn xuất sắc nhất                                                          | Edward Berger                                                                                         | Đề cử         | [ 44 ] |
| 2024 | Hiệp hội Phê bình phim St. Louis                           | Nam diễn viên chính xuất sắc nhất                                               | Ralph Fiennes                                                                                         | Đề cử         | [ 44 ] |
| 2024 | Hiệp hội Phê bình phim St. Louis                           | Nam diễn viên phụ xuất sắc nhất                                                 | Stanley Tucci                                                                                         | Đề cử         | [ 44 ] |
| 2024 | Hiệp hội Phê bình phim St. Louis                           | Kịch bản chuyển thể xuất sắc nhất                                               | Peter Straughan                                                                                       | Đoạt giải     | [ 44 ] |
| 2024 | Hiệp hội Phê bình phim St. Louis                           | Dàn diễn viên xuất sắc nhất                                                     | Conclave                                                                                              | Đoạt giải     | [ 44 ] |
| 2024 | Hiệp hội Phê bình phim St. Louis                           | Nhạc phim xuất sắc nhất                                                         | Volker Bertelmann                                                                                     | Đề cử         | [ 44 ] |
| 2024 | Hiệp hội Phê bình phim St. Louis                           | Thiết kế sản xuất xuất sắc nhất                                                 | Suzie Davies and Cynthia Sleiter                                                                      | Đề cử         | [ 44 ] |
| 2024 | Hiệp hội Phê bình phim Toronto                             | Diễn viên chính xuất sắc nhất                                                   | Ralph Fiennes                                                                                         | [ 45 ]        |        |
| 2024 | Hiệp hội Phê bình phim Toronto                             | Kịch bản chuyển thể xuất sắc nhất                                               | Peter Straughan                                                                                       | [ 45 ]        |        |
| 2024 | Hiệp hội Phê bình phim Washington D.C.                     | Phim xuất sắc nhất                                                              | Conclave                                                                                              | [ 46 ]        |        |
| 2024 | Hiệp hội Phê bình phim Washington D.C.                     | Đạo diễn xuất sắc nhất                                                          | Edward Berger                                                                                         | [ 46 ]        |        |
| 2024 | Hiệp hội Phê bình phim Washington D.C.                     | Nam diễn viên chính xuất sắc nhất                                               | Ralph Fiennes                                                                                         | [ 46 ]        |        |
| 2024 | Hiệp hội Phê bình phim Washington D.C.                     | Nữ diễn viên phụ xuất sắc nhất                                                  | Isabella Rossellini                                                                                   | [ 46 ]        |        |
| 2024 | Hiệp hội Phê bình phim Washington D.C.                     | Kịch bản chuyển thể xuất sắc nhất                                               | Peter Straughan                                                                                       | [ 46 ]        |        |
| 2024 | Hiệp hội Phê bình phim Washington D.C.                     | Quay phim xuất sắc nhất                                                         | Stéphane Fontaine                                                                                     | [ 46 ]        |        |
| 2024 | Hiệp hội Phê bình phim Washington D.C.                     | Dựng phim xuất sắc nhất                                                         | Nick Emerson                                                                                          | [ 46 ]        |        |
| 2024 | Hiệp hội Phê bình phim Washington D.C.                     | Nhạc phim xuất sắc nhất                                                         | Volker Bertelmann                                                                                     | [ 46 ]        |        |
| 2024 | Hiệp hội Phê bình phim Washington D.C.                     | Dàn diễn viên xuất sắc nhất                                                     | Conclave                                                                                              | [ 46 ]        |        |
| 2024 | Giải Astra                                                 | Phim xuất sắc nhất                                                              | Conclave                                                                                              | [ 47 ]        |        |
| 2024 | Giải Astra                                                 | Kịch bản chuyển thể xuất sắc nhất                                               | Peter Straughan                                                                                       | [ 47 ]        |        |
| 2024 | Giải Astra                                                 | Nam diễn viên chính xuất sắc nhất                                               | Ralph Fiennes                                                                                         | [ 47 ]        |        |
| 2024 | Giải Astra                                                 | Dàn diễn viên xuất sắc nhất                                                     | Dàn diễn viên Conclave                                                                                | [ 47 ]        |        |
| 2024 | Giải Astra                                                 | Best Casting                                                                    | Barbara Giordani, Nina Gold, Francesco Vedovati and Martin Ware                                       | [ 47 ]        |        |
| 2024 | Giải Astra                                                 | Dựng phim xuất sắc nhất                                                         | Nick Emerson                                                                                          | [ 47 ]        |        |
| 2024 | Giải Astra                                                 | Thiết kế sản xuất xuất sắc nhất                                                 | Suzie Davies                                                                                          | [ 47 ]        |        |
| 2024 | Camerimage                                                 | Quay phim xuất sắc nhất                                                         | Stéphane Fontaine                                                                                     | [ 48 ]        |        |
| 2024 | Giải Điện ảnh châu Âu                                      | Nam diễn viên chính xuất sắc nhất                                               | Ralph Fiennes                                                                                         | [ 49 ]        |        |
| 2024 | Giải Hollywood Music in Media                              | Nhạc phim xuất sắc nhất – Feature Film                                          | Volker Bertelmann                                                                                     | [ 50 ]        |        |
| 2025 | Giải Dựng phim điện ảnh Hoa Kỳ                             | Best Edited Feature Film (Drama, Theatrical)                                    | Nick Emerson                                                                                          | [ 51 ]        |        |
| 2025 | Giải Artios                                                | Outstanding Achievement in Casting – Feature Studio or Independent Film (Drama) | Nina Gold, Martin Ware, Francesco Vedovati, Barbara Giordani                                          | [ 52 ]        |        |
| 2025 | Hiệp hội Phê bình phim Austin                              | Phim xuất sắc nhất                                                              | Conclave                                                                                              | [ 53 ]        |        |
| 2025 | Hiệp hội Phê bình phim Austin                              | Nam diễn viên chính xuất sắc nhất                                               | Ralph Fiennes                                                                                         | [ 53 ]        |        |
| 2025 | Hiệp hội Phê bình phim Austin                              | Kịch bản chuyển thể xuất sắc nhất                                               | Peter Straughan                                                                                       | [ 53 ]        |        |
| 2025 | Hiệp hội Phê bình phim Austin                              | Dàn diễn viên xuất sắc nhất                                                     | Conclave                                                                                              | [ 53 ]        |        |
| 2025 | British Society of Cinematographers                        | Quay phim xuất sắc nhất in a Feature Film                                       | Stéphane Fontaine                                                                                     | [ 54 ]        |        |
| 2025 | Giải thưởng Điện ảnh Viện Hàn lâm Vương quốc Liên hiệp Anh | Phim hay nhất                                                                   | Alice Dawson, Robert Harris, Juliette Howell, Michael Jackman, and Tessa Ross                         | [ 55 ]        |        |
| 2025 | Giải thưởng Điện ảnh Viện Hàn lâm Vương quốc Liên hiệp Anh | Đạo diễn xuất sắc nhất                                                          | Edward Berger                                                                                         | [ 55 ]        |        |
| 2025 | Giải thưởng Điện ảnh Viện Hàn lâm Vương quốc Liên hiệp Anh | Nam diễn viên chính xuất sắc nhất                                               | Ralph Fiennes                                                                                         | [ 55 ]        |        |
| 2025 | Giải thưởng Điện ảnh Viện Hàn lâm Vương quốc Liên hiệp Anh | Nữ diễn viên phụ xuất sắc nhất                                                  | Isabella Rossellini                                                                                   | [ 55 ]        |        |
| 2025 | Giải thưởng Điện ảnh Viện Hàn lâm Vương quốc Liên hiệp Anh | Kịch bản chuyển thể xuất sắc nhất                                               | Peter Straughan                                                                                       | [ 55 ]        |        |
| 2025 | Giải thưởng Điện ảnh Viện Hàn lâm Vương quốc Liên hiệp Anh | Best Casting                                                                    | Nina Gold and Martin Ware                                                                             | [ 55 ]        |        |
| 2025 | Giải thưởng Điện ảnh Viện Hàn lâm Vương quốc Liên hiệp Anh | Nhạc phim xuất sắc nhất                                                         | Volker Bertelmann                                                                                     | [ 55 ]        |        |
| 2025 | Giải thưởng Điện ảnh Viện Hàn lâm Vương quốc Liên hiệp Anh | Quay phim xuất sắc nhất                                                         | Stéphane Fontaine                                                                                     | [ 55 ]        |        |
| 2025 | Giải thưởng Điện ảnh Viện Hàn lâm Vương quốc Liên hiệp Anh | Thiết kế phục trang xuất sắc nhất                                               | Lisy Christl                                                                                          | [ 55 ]        |        |
| 2025 | Giải thưởng Điện ảnh Viện Hàn lâm Vương quốc Liên hiệp Anh | Dựng phim xuất sắc nhất                                                         | Nick Emerson                                                                                          | [ 55 ]        |        |
| 2025 | Giải thưởng Điện ảnh Viện Hàn lâm Vương quốc Liên hiệp Anh | Thiết kế sản xuất xuất sắc nhất                                                 | Suzie Davies and Cynthia Sleiter                                                                      | [ 55 ]        |        |
| 2025 | Giải thưởng Điện ảnh Viện Hàn lâm Vương quốc Liên hiệp Anh | Phim Anh xuất sắc nhất                                                          | Edward Berger, Tessa Ross, Juliette Howell, Michael A. Jackman, and Peter Straughan                   | [ 55 ]        |        |
| 2025 | Giải Lựa chọn của giới phê bình điện ảnh                   | Phim xuất sắc nhất                                                              | Conclave                                                                                              | [ 56 ]        |        |
| 2025 | Giải Lựa chọn của giới phê bình điện ảnh                   | Đạo diễn xuất sắc nhất                                                          | Edward Berger                                                                                         | [ 56 ]        |        |
| 2025 | Giải Lựa chọn của giới phê bình điện ảnh                   | Nam diễn viên chính xuất sắc nhất                                               | Ralph Fiennes                                                                                         | [ 56 ]        |        |
| 2025 | Giải Lựa chọn của giới phê bình điện ảnh                   | Nữ diễn viên phụ xuất sắc nhất                                                  | Isabella Rossellini                                                                                   | [ 56 ]        |        |
| 2025 | Giải Lựa chọn của giới phê bình điện ảnh                   | Dàn diễn viên xuất sắc nhất                                                     | Conclave                                                                                              | [ 56 ]        |        |
| 2025 | Giải Lựa chọn của giới phê bình điện ảnh                   | Kịch bản chuyển thể xuất sắc nhất                                               | Peter Straughan                                                                                       | [ 56 ]        |        |
| 2025 | Giải Lựa chọn của giới phê bình điện ảnh                   | Nhạc phim xuất sắc nhất                                                         | Volker Bertelmann                                                                                     | [ 56 ]        |        |
| 2025 | Giải Lựa chọn của giới phê bình điện ảnh                   | Quay phim xuất sắc nhất                                                         | Stéphane Fontaine                                                                                     | [ 56 ]        |        |
| 2025 | Giải Lựa chọn của giới phê bình điện ảnh                   | Thiết kế phục trang xuất sắc nhất                                               | Lisy Christl                                                                                          | [ 56 ]        |        |
| 2025 | Giải Lựa chọn của giới phê bình điện ảnh                   | Dựng phim xuất sắc nhất                                                         | Nick Emerson                                                                                          | [ 56 ]        |        |
| 2025 | Giải Lựa chọn của giới phê bình điện ảnh                   | Thiết kế sản xuất xuất sắc nhất                                                 | Suzie Davies                                                                                          | [ 56 ]        |        |
| 2025 | Giải Nghiệp đoàn thiết kế phục trang                       | Excellence in Contemporary Film                                                 | Lisy Christl                                                                                          | [ 57 ]        |        |
| 2025 | Giải Nghiệp đoàn Đạo diễn Hoa Kỳ                           | Đạo diễn xuất sắc nhất – Phim truyện điện ảnh                                   | Edward Berger                                                                                         | [ 58 ]        |        |
| 2025 | Giải Quả cầu vàng                                          | Phim chính kịch hay nhất                                                        | Conclave                                                                                              | [ 59 ]        |        |
| 2025 | Giải Quả cầu vàng                                          | Nam diễn viên phim chính kịch xuất sắc nhất                                     | Ralph Fiennes                                                                                         | [ 59 ]        |        |
| 2025 | Giải Quả cầu vàng                                          | Nữ diễn viên điện ảnh phụ xuất sắc nhất                                         | Isabella Rossellini                                                                                   | [ 59 ]        |        |
| 2025 | Giải Quả cầu vàng                                          | Đạo diễn xuất sắc nhất                                                          | Edward Berger                                                                                         | [ 59 ]        |        |
| 2025 | Giải Quả cầu vàng                                          | Kịch bản hay nhất                                                               | Peter Straughan                                                                                       | [ 59 ]        |        |
| 2025 | Giải Quả cầu vàng                                          | Nhạc phim hay nhất                                                              | Volker Bertelmann                                                                                     | [ 59 ]        |        |
| 2025 | Giải Hiệp hội Phê bình phim Luân Đôn                       | Phim của năm                                                                    | Conclave                                                                                              | [ 60 ]        |        |
| 2025 | Giải Hiệp hội Phê bình phim Luân Đôn                       | Phim Anh hoặc Ireland của năm                                                   | Conclave                                                                                              | [ 60 ]        |        |
| 2025 | Giải Hiệp hội Phê bình phim Luân Đôn                       | Biên kịch của năm                                                               | Peter Straughan                                                                                       | [ 60 ]        |        |
| 2025 | Giải Hiệp hội Phê bình phim Luân Đôn                       | Nam diễn viên của năm                                                           | Ralph Fiennes                                                                                         | [ 60 ]        |        |
| 2025 | Giải Hiệp hội Phê bình phim Luân Đôn                       | Nữ diễn viên phụ xuất sắc nhất                                                  | Isabella Rossellini                                                                                   | [ 60 ]        |        |
| 2025 | Giải Hiệp hội Phê bình phim Luân Đôn                       | Technical Achievement Award                                                     | Nick Emerson                                                                                          | [ 60 ]        |        |
| 2025 | Liên hoan phim quốc tế Palm Springs                        | Dàn diễn viên xuất sắc nhất                                                     | Ralph Fiennes, Stanley Tucci, John Lithgow, Lucian Msamati và Isabella Rossellini                     | [ 61 ]        |        |
| 2025 | Hiệp hội Phê bình phim trực tuyến                          | Phim hay nhất                                                                   | Conclave                                                                                              | [ 62 ] [ 63 ] |        |
| 2025 | Hiệp hội Phê bình phim trực tuyến                          | Nam diễn viên chính xuất sắc nhất                                               | Ralph Fiennes                                                                                         | [ 62 ] [ 63 ] |        |
| 2025 | Hiệp hội Phê bình phim trực tuyến                          | Nữ diễn viên phụ xuất sắc nhất                                                  | Isabella Rossellini                                                                                   | [ 62 ] [ 63 ] |        |
| 2025 | Hiệp hội Phê bình phim trực tuyến                          | Kịch bản chuyển thể xuất sắc nhất                                               | Peter Straughan                                                                                       | [ 62 ] [ 63 ] |        |
| 2025 | Hiệp hội Phê bình phim trực tuyến                          | Quay phim xuất sắc nhất                                                         | Stéphane Fontaine                                                                                     | [ 62 ] [ 63 ] |        |
| 2025 | Hiệp hội Phê bình phim trực tuyến                          | Thiết kế phục trang xuất sắc nhất                                               | Lisy Christl                                                                                          | [ 62 ] [ 63 ] |        |
| 2025 | Hiệp hội Phê bình phim trực tuyến                          | Nhạc phim xuất sắc nhất                                                         | Volker Bertelmann                                                                                     | [ 62 ] [ 63 ] |        |
| 2025 | Liên hoan phim quốc tế Santa Barbara                       | Diễn viên xuất sắc nhất của năm                                                 | Ralph Fiennes                                                                                         | [ 64 ]        |        |
| 2025 | Giải Vệ tinh                                               | Phim chính kịch xuất sắc nhất                                                   | Conclave                                                                                              | [ 65 ]        |        |
| 2025 | Giải Vệ tinh                                               | Đạo diễn xuất sắc nhất                                                          | Edward Berger                                                                                         | [ 65 ]        |        |
| 2025 | Giải Vệ tinh                                               | Nam diễn viên chính xuất sắc nhất trong một phim chính kịch                     | Ralph Fiennes                                                                                         | [ 65 ]        |        |
| 2025 | Giải Vệ tinh                                               | Nữ diễn viên phụ xuất sắc nhất                                                  | Isabella Rossellini                                                                                   | [ 65 ]        |        |
| 2025 | Giải Vệ tinh                                               | Kịch bản chuyển thể xuất sắc nhất                                               | Peter Straughan                                                                                       | [ 65 ]        |        |
| 2025 | Giải Vệ tinh                                               | Dựng phim xuất sắc nhất                                                         | Nick Emerson                                                                                          | [ 65 ]        |        |
| 2025 | Giải Vệ tinh                                               | Thiết kế sản xuất xuất sắc nhất                                                 | Suzie Davies and Cynthia Sleiter                                                                      | [ 65 ]        |        |
| 2025 | Giải Vệ tinh                                               | Nhạc phim xuất sắc nhất                                                         | Volker Bertelmann                                                                                     | [ 65 ]        |        |
| 2025 | Giải Nghiệp đoàn diễn viên màn ảnh                         | Nam diễn viên chính xuất sắc nhất                                               | Ralph Fiennes                                                                                         | [ 66 ]        |        |
| 2025 | Giải Nghiệp đoàn diễn viên màn ảnh                         | Dàn diễn viên điện ảnh xuất sắc nhất                                            | Sergio Castellitto, Ralph Fiennes, John Lithgow, Lucian Msamati, Isabella Rossellini và Stanley Tucci | [ 66 ]        |        |
| 2025 | Set Decorators Society of America                          | Best Achievement in Décor/Design of a Contemporary Feature Film                 | Cynthia Sleiter, Suzie Davies                                                                         | [ 67 ]        |        |
| 2025 | Society of Composers & Lyricists                           | Nhạc phim xuất sắc nhất                                                         | Volker Bertelmann                                                                                     | [ 68 ]        |        |
| 2025 | Giải Quốc tế AACTA                                         | Nam diễn viên chính xuất sắc nhất                                               | Ralph Fiennes                                                                                         | [ 69 ]        |        |
| 2025 | Giải Quốc tế AACTA                                         | Nam diễn viên chính xuất sắc nhất                                               | Stanley Tucci                                                                                         | [ 69 ]        |        |
| 2025 | Giải Quốc tế AACTA                                         | Kịch bản xuất sắc nhất                                                          | Peter Straughan                                                                                       | [ 69 ]        |        |
| 2025 | AARP Movies for Grownups Awards                            | Phim xuất sắc nhất                                                              | Conclave                                                                                              | [ 70 ]        |        |
| 2025 | AARP Movies for Grownups Awards                            | Đạo diễn xuất sắc nhất                                                          | Edward Berger                                                                                         | [ 70 ]        |        |
| 2025 | AARP Movies for Grownups Awards                            | Nam diễn viên chính xuất sắc nhất                                               | Ralph Fiennes                                                                                         | [ 70 ]        |        |
| 2025 | AARP Movies for Grownups Awards                            | Nam diễn viên phụ xuất sắc nhất                                                 | Stanley Tucci                                                                                         | [ 70 ]        |        |
| 2025 | AARP Movies for Grownups Awards                            | Nữ diễn viên phụ xuất sắc nhất                                                  | Isabella Rossellini                                                                                   | [ 70 ]        |        |
| 2025 | AARP Movies for Grownups Awards                            | Biên kịch xuất sắc nhất                                                         | Peter Straughan                                                                                       | [ 70 ]        |        |
| 2025 | Giải Oscar                                                 | Phim xuất sắc nhất                                                              | Tessa Ross, Juliette Howell và Michael A. Jackman                                                     | [ 71 ]        |        |
| 2025 | Giải Oscar                                                 | Nam diễn viên chính xuất sắc nhất                                               | Ralph Fiennes                                                                                         | [ 71 ]        |        |
| 2025 | Giải Oscar                                                 | Nữ diễn viên phụ xuất sắc nhất                                                  | Isabella Rossellini                                                                                   | [ 71 ]        |        |
| 2025 | Giải Oscar                                                 | Kịch bản chuyển thể xuất sắc nhất                                               | Peter Straughan                                                                                       | [ 71 ]        |        |
| 2025 | Giải Oscar                                                 | Nhạc phim xuất sắc nhất                                                         | Volker Bertelmann                                                                                     | [ 71 ]        |        |
| 2025 | Giải Oscar                                                 | Dựng phim xuất sắc nhất                                                         | Nick Emerson                                                                                          | [ 71 ]        |        |
| 2025 | Giải Oscar                                                 | Thiết kế sản xuất xuất sắc nhất                                                 | Thiết kế sản xuất: Suzie Davies Trang trí phim trường: Cynthia Sleiter                                | [ 71 ]        |        |
| 2025 | Giải Oscar                                                 | Thiết kế phục trang xuất sắc nhất                                               | Lisy Christl                                                                                          | [ 71 ]        |        |
| 2025 | Liên minh nữ nhà báo phim                                  | Phim xuất sắc nhất                                                              | Conclave                                                                                              | [ 72 ]        |        |
| 2025 | Liên minh nữ nhà báo phim                                  | Đạo diễn xuất sắc nhất                                                          | Edward Berger                                                                                         | [ 72 ]        |        |
| 2025 | Liên minh nữ nhà báo phim                                  | Nam diễn viên chính xuất sắc nhất                                               | Ralph Fiennes                                                                                         | [ 72 ]        |        |
| 2025 | Liên minh nữ nhà báo phim                                  | Nam diễn viên phụ xuất sắc nhất                                                 | Stanley Tucci                                                                                         | [ 72 ]        |        |
| 2025 | Liên minh nữ nhà báo phim                                  | Nữ diễn viên phụ xuất sắc nhất                                                  | Isabella Rossellini                                                                                   | [ 72 ]        |        |
| 2025 | Liên minh nữ nhà báo phim                                  | Kịch bản chuyển thể xuất sắc nhất                                               | Peter Straughan                                                                                       | [ 72 ]        |        |
| 2025 | Liên minh nữ nhà báo phim                                  | Quay phim xuất sắc nhất                                                         | Stéphane Fontaine                                                                                     | [ 72 ]        |        |
| 2025 | Liên minh nữ nhà báo phim                                  | Dựng phim xuất sắc nhất                                                         | Nick Emerson                                                                                          | [ 72 ]        |        |
| 2025 | Liên minh nữ nhà báo phim                                  | Dàn diễn viên và giám đốc chọn diễn viên xuất sắc nhất                          | Conclave                                                                                              | [ 72 ]        |        |
| 2025 | Giải USC Scripter                                          | Kịch bản chuyển thể xuất sắc nhất                                               | Peter Straughan                                                                                       | [ 73 ] [ 74 ] |        |